# Masthuggshallen
Masthuggshallen är en idrottshall på Masthuggsliden 2 i Masthugget, Göteborg. Hallen har parkettgolv och dess mått är något mindre än en fullstor handbollsplan, då utrymmet är 40x20 meter. Hallen byggdes samtidigt som hela området Masthugget 1967 och var ett av de första husen som stod klara. Masthuggshallen har varit hem till många föreningar, bland annat IK Nord och Högsbo Basket. Även Folkets Bio har hållit till i hallen.